# Šumadija
Šumadija je zemljopisno područje u Srbiji. Područje je nekada obilovalo šumama, pa je tako i dobilo ime. Grad Kragujevac je centar regije i administrativni centar Šumadijskog okruga u središnjoj Srbiji.

## Zemljopis
Prostire se između Save i Dunava na sjeveru, Velike Morave na istoku, Zapadne Morave na jugu i Kolubare, Ljiga i Dičine na zapadu. Obuhvaća oko 6000 km² površine.

## Geološke osobine
Rubni je dio Panonskoga neogenog jezera. Šumadijski prostor iznad Save i Dunava završava se odsjecima visokima 20 do 50 m ili brežuljcima podložnima klizenju. Niz jezerskih terasa tvori Šumadiju. Na jugu su najviše, oko 800 do 850 m, a na sjevernu najniže, oko 120 m. Pokrivene su pijeskom, glinom i laporom jezerskoga ili marinskoga podrijetla. Starije stijene kao kristalični škriljevci, eruptivne stijene, pješčenjaci, vapnenci i dr. su u sloju ispod njih. Izolirane planine se izdižu s tih terasa. Samo je Rudnik viši od 1000 metara (Cvijićev vrh, 1132 m). Planine su međusobno odvojene i poredane u meridijanskom nizu. Avala je najniža planina od njih (506 m).

## Flora
Sve do početka velikoga naseljivanja prevladavale su šume u cijelom kraju. Šume su se održale samo oko najviših dijelova šumadijskih planina.

## Naseljenost
Prostor je opustio nakon velike seobe Srba s Arsenijem Čarnojevićem u južnu Ugarsku i istočnu Hrvatsku. U opustjelu Šumadiju doselili su Grci, Bugari, Hrvati, Makedonci, Albanci, Crnogorci, Romi i drugi narodi. Izuzetno mnogo Albanaca naselilo se u okolinu Topole, najviše iz plemena Klimenta (Keljmendi), od kojih potječe i loza Karađorđevića. Iz tog plemena potječe i Ibrahim Rugova, po svom priznanju. Profesor Sveučilišta u Beogradu, osobni i veliki prijatelj Petra I. Karađorđevića dr Jovan Tomić, učio je svoje studente tome. Pozivajući se na Tomića, i Dimitrije Tucović pisao je u Srbija i Albanija (1914.)  o tome. Potkraj 18. stoljeća prostor je intenzivnije naseljavan nakon čega je došlo krčenje šume, obradba zemlje i osnivanje sela. Po Šumadiji su sela s voćnjacima, njivama, livadama i gajevima. Prostiru se gotovo do vrhova planina. Nakon naseljivanja razvilo stočarstvo, najviše svinjogojstvo, potom ratarstvo i voćarstvo (osobito šljivarstvo). Prva željeznička pruga postavljena je 1884. godine. Ceste od Beograda preko Šumadije na jug pridonijele su većem naseljavanju i obnovih starih naselja, te podizanju industrije. Glavno naselje je Kragujevac.

## Rudna bogatstva
Bogata rudama. Među ostalim planina Rudnik nazvana je po brojnim rudnicima. U njoj su ležišta olova, cinka i azbesta. Ima i žive i srebra te ugljena, gline za vatrostalne proizvode (Aranđelovac) i dr. Ukrasni građevni materijal poznat je iz kamenoloma na Venčacu. Ima izvora mineralne vode (Bukovička banja, banja Voljavča).

## Gradovi
Veći gradovi u Šumadiji su:
- veći dio Beograda
- Kragujevac
- Čačak
- Smederevo

Manji gradovi su:
- Lazarevac
- Smederevska Palanka
- Mladenovac
- Aranđelovac
- Gornji Milanovac

Na obodima Šumadije su:
- Kraljevo
- Jagodina
- Velika Plana
- Varvarin